# Latarnia morska Godrevy
Latarnia morska Godrevy – latarnia morska położona na skalistej wysepce około 300 m od półwyspu Godrevy, na wschodnim krańcu zatoki St Ives, Kornwalia. W 1988 roku latarnia wraz z sąsiadującymi budynkami została wpisana na listę zabytków English Heritage.
Niewielka skalista wysepka, na której wybudowano latarnię morską była dużym zagrożeniem dla żeglugi w tym rejonie. Przez długi czas rozważano budowę na niej latarni morskiej. Wydarzeniem, które ostatecznie przesądziło o budowie latarni było zatonięcie 11 listopada 1854 roku „PSS Nile”. Był to brytyjski żaglowiec zbudowany w 1849 roku w Denny W. & Bros. Ltd. Dumbarton, o pojemności 528 BRT. W wypadku zginęło 40 osób: cała załoga oraz wszyscy pasażerowie. Pod wpływem opinii publicznej Trinity House zdecydowało o budowie latarni. Jej projektantem był James Walker. Latarnia została zbudowana w latach 1858-1859. Pracowało w niej dwóch latarników obsługujących dwa różne światła, białe o okresie 10 sekund oraz czerwone stałe lokalizujące skały. Ich zasięg wynosił odpowiednio 17 i 15 mil. 
Wieża latarni ma przekrój ośmiokątny i wznosi się na 26 metrów nad poziom wyspy. Bezpośrednio przy niej zbudowana jest chata latarnika, a cały obiekt otoczony jest kamiennym murem. W 1939 roku nastąpiła modernizacja latarni, wymienione zostały soczewki i palnik acetylenu. Kolejna modernizacja miała miejsce w 1995 roku, kiedy to zainstalowano wspomagający system zasilania słonecznego.
12 września 1892 roku latarnię morską odwiedziła Virginia Woolf, której jedna z powieści „Do latarni morskiej” rozgrywa się w latarni morskiej na Hybrydach, a jej pierwowzorem latarnia Godrevy. Księga gości z wpisem Virgini Woolf została sprzedana 22 listopada 2011 roku za sumę 10250 funtów.